# Necker Island
Necker Island er en lille ø i De Britiske Jomfruøer lige nord for Virgin Gorda. Øen blev i 1979 købt af Sir Richard Branson, og det er en del af Virgin Limited Editions portfolio af luksusejendomme. Hele øen fungerer som et resort og kan rumme op til 26 gæster.
Øens areal udgør 30 ha (0,3 km²). Den er fra øst til vest ca. 840 meter lang og indtil 650 meter bred. Højeste punkt er Devils Hill på den sydøstelige del, hvor The Great House står.
Øen blev i det 17. århundrede opkaldt efter den hollandske eskadre-kommandant Johannes de Neckere og var indtil den anden halvdel af det 20. århundrede ubeboet.